# Абдужаббор
Абдужаббор (узб. Abdujabbor xitoyli; конец XVIII века—XIX век, Хивинское ханство) — профессиональный мастер плиточник (кошинкор). Украшал разноцветными узорчатыми плитками стены известных в Средней Азии таких исторических зданий как Мавзолей Пахлаван-Махмуда, Куня-Арк в Хорезме. Отличительной особенностью его работ были узоры в виде фигур из сюзане.